# Кучкова, Матрёна Павловна
Матрёна Павловна Кучкова (27 марта 1927 — 15 марта 2012) — передовик советского сельского хозяйства, звеньевая Первухинского свеклосовхоза Министерства пищевой промышленности СССР, Богодуховский район Харьковской области, Герой Социалистического Труда (1948).

## Биография
Родилась в 1927 году в селе Вольное, ныне Великописаревского района Сумской области в семье украинского крестьянина.
В начале 1940-х годов переехала в село Первухинка, Харьковской области. Трудоустроилась работать в местный Первухинской совхоз. В начале Великой Отечественной войны совхоз был эвакуирован в Камышин, Сталинградскую область. После освобождения с весны 1943 года Матрёна Павловна продолжила свою работу с совхозе. Работала звеньевой молодёжной бригады полеводов. В 1947 году её звено получило высокий урожай ржи. На площади 8 гектаров было собрано 33,06 центнеров ржи в среднем с гектара.
Указом Президиума Верховного Совета СССР от 30 апреля 1948 года за получение высоких показателей в сельском хозяйстве и рекордные урожаи зерновых Матрёне Павловне Кучковой было присвоено звание Героя Социалистического Труда с вручением ордена Ленина и медали «Серп и Молот».
В дальнейшем её звено продолжало радовать общественность высокими показателями. Была представлена к награждению орденом Трудового Красного Знамени.
Проживала в селе Первухинка. Умерла 15 марта 2012 года, похоронена на сельском кладбище.

## Награды
За трудовые успехи была удостоена:
- золотая звезда «Серп и Молот» (30.04.1948)
- орден Ленина (30.04.1948)
- Орден Трудового Красного Знамени (29.08.1949)
- другие медали.